# ChEBI
ChEBI (provine de la Chemical Entities of Biological Interest, în română: Entități Chimice de Interes Biologic) este o bază de date ce conține informații despre entități moleculare de importanță biologică, a căror mărime este mică. Termenul de entitate moleculară se referă la orice atom, moleculă, ion, pereche de ioni, radical, radical, complex, conformer, etc., care poate fi identificat ca o entitate chimică separată. Aceste entități moleculare sunt fie produși naturali, fie produși de sinteză care prezintă o anumită activitate biologică. Moleculele codificate direct de orice genom, precum acizii nucleici, proteinele și peptidele derivate din proteine prin clivaj proteolitic, nu sunt incluse în baza de date ChEBI. 